# Иштван Акош
Иштван (I) Акош (венг. Ákos nembeli (I.) István; ? — 1315) — крупный венгерский магнат в конце XIII— начале XIV века, королевский судья (1298—1300), палатин Венгрии (1301—1307). Убежденный сторонник короля Венгрии Андраша III.
Основав собственную провинцию в комитате Боршод, Иштван Акош оказался в числе так называемых олигархов, которые де-факто самостоятельно управляли своими владениями в эпоху феодальной анархии. Он построил замок Диошдьор, который стал его резиденцией. После пресечения династии Арпадов первоначально он был сторонником чешского принца Вацлава, но позднее признал притязания Карла Анжуйского в качестве законного короля и постепенно отошел от политики. После смерти Иштвана Акоша в 1315 году его сыновья восстали против Карла Анжуйского, и их владения были позднее конфискованы.

## Жизнь и карьера

### Ранние годы
Представитель дворянского клана Акош. Единственный сын Эрнье Акоша, который занимал несколько должностей во время правления королей Белы IV, Иштвана V и Ласло IV . Хотя Эрнье принадлежал к древнему и престижному роду (клану) Акош, но происходил от его младший линии, которая имела некоторые землевладения в комитате Бихар. Во время правления короля Белы он возвысился до самых могущественных баронов благодаря своим военным успехам. Эрнье сохранил свое влияние в правление Ласло IV. Когда Иштван родился в начале 1260-х годов, его отец уже был видным землевладельцем в графстве (комитате) Боршод, который построил замок и владел крупными поместьями в регионе. Дядьями Иштвана были Альберт Великий (конюший в 1270—1272 годах, бан Северина в 1272 году), и Эрде II. Одним из его кузенов был Моиш I Акош, который исполнял функции графа секеев в 1291 году.
Иштван Акошс впервые упоминается в 1281 году, когда уже достиг совершеннолетия. В то время он был ишпаном, или главой, комитатов Боршод и Гемер. В 1280-х годах он был близким сторонником короля Ласло IV. Согласно королевской хартии, Иштван провел свою юность при королевском дворе, исполняя различные услуги и зарабатывая заслуги. Иштван Акош участвовал в походе короля против восставшего магната Финты Абы в середине 1281 года. Он присутствовал при осаде замка Геде (современный Ходеев в Словакии), согласно его собственной хартии от 1284 года. Во время акции он был схвачен и заключен в тюрьму на короткое время. Он вернулся на свободу после того, как выкуп в 60 марок был выплачен его фамильяром Альбертом Сухаи. Иштван Акош также сражался против восставших куманов в битве на озере Ход (недалеко от современного города Ходмезёвашархей) в 1282 году и в конце того же года участвовал в осаде Боростьянке (ныне Бернштейн в Австрии), где обороной руководили Кёсеги. Кёсеги оказали сопротивление, вынудив Ласло снять осаду в начале 1283 года.
Похоже, Иштван Акош потерял политическое влияние при королевском дворе и его многообещающая карьера застопорилась после 1283 года. Нет никаких записей о пожертвованиях королевской земли, и он не занимал никаких конкретных должностей в эти годы. Его биограф, историк Петер Кис считает, что Иштван добровольно ушел из королевского двора, чтобы управлять своими растущими владениями в графстве Боршод, которое стало основой его будущих владений.

### Сторонник Андраша
Как гласит королевская хартия от 1298 года, Иштван Акош принадлежал к «фамильярам» короля Андраша III с момента его прибытия в Венгрию в начале 1290 года. Король сделал Иштвана казначеем королевы в 1293 году. Он сохранял эту должность вплоть до смерти первой супруги Андрея Фененны Куявской в 1295 году. Хотя Иштван считался сильной опорой королевской власти, Андраш III не поддерживал все его усилия. Например, когда Андрей, епископ Эгерский, пожаловавшись королю, что Иштван незаконно захватил два поместья епископства в 1296 году, король Андраш разрешил ему подать иск в любой суд. Иштван Акош был назначен королевским судьей летом 1298 года, служа в этом качестве по крайней мере до августа 1300 года (но также предполагается, что он сохранял достоинство до смерти Андраша в начале 1301 года) . Важность этого положения к тому времени еще более возросла, так как Венгрия во второй половине правления Андраша III находилась в состоянии постоянной анархии. В то время как должность Иштвана Акоша стала символической позицией и «добычей» в феодальных гражданских войнах, когда различные группы баронов сражались друг с другом, его заместитель, вице-судья, как лично назначенный доверенный эксперт монарха, поднялся до эффективной судебной роли. Например, когда Иштван Акош выступал в качестве королевского судьи, его «заместитель» Иштван выдал больше документов по делам о судебных разбирательствах, чем он сам. В 1298 году вице-судья королевский Иштван все еще использовал печать своего номинального начальника, но к 1300 году он принял свою собственную печать . Иштван Акош был последним королевским судьей в эпоху правления династии Арпадов. После этого должность находилась в состоянии вакантности в течение десятилетия, когда Венгерское королевство распалось на автономные провинции, управляемые могущественными олигархами.
Летом 1298 года Андраш III собрал в Пеште собрание прелатов, аристократов, саксов, секеев и куманов. Его декреты разрешали Андрашу III разрушать форты, построенные без разрешения, и предписывали наказание тем, кто силой захватил земельную собственность, но также грозили Андрашу отлучением, если он не исполнит декреты. После закрытия сейма Андраш вступил в формальный союз с пятью влиятельными дворянами — Амадеем Абой, Иштваном Акошем, Домиником Ратотом, Деметриусом Балассой и Паулем Сечем — которые заявли, что они были готовы поддержать его против «мятежных магнатов», которыми являлись Матуш Чак и клан Кёсеги. Сохранился только контракт Иштвана Акоша. Андраш III поклялся, что будет поддерживать Иштвана и его родственников их усилиях и заключит мир с мятежными владыками только с согласия Иштвана Акоша. В ответ Иштван признал короля Андраша III своим «естественным господином» и дал клятву, что будет защищать своего короля против всех его противников, даже против папы. Согласно договору, у него были дружеские отношения с Деметрием Балассой, еще одним союзником Андраша III. Через свою дочь Иштван Акош также был связан с Домиником Ратотом, который основал доминион в соседнем комитате Ноград со своими братьями и кузенами. Но провинции Ратотов и Акоша были отрезаны расширяющимися владения клана Чак от королевских земель, в то время как Иштван Акош и Доминик Ратот также получили королевскую поддержку для защиты своих земельных владений и изоляции кланов Чак и Кесеги друг от друга. После этого Иштван Акош был членом королевского совета и действовал в различных случаях вместе со своими союзниками, которые также заключили свой союз с Андрашем III.
В ответ на недавно сформированный союз Андраша III группа влиятельных лордов, в том числе Кёсеги, Матуш Чак и Роланд Борша — призвали короля Карла II Неаполитанского отправить своего внука, 12-летнего Карла Роберта, в Венгрию, чтобы стать королем, согласно Венгерской иллюстрированной хронике. Молодой принц высадился в Сплите в августе 1300 года при поддержке большинства хорватских и славонских дворян. Однако клан Кёсеги и Матуш Чак вскоре помирились с Андрашем III, что помешало успеху Карла Анжуйского. Венгерский историк Аттила Жолдос утверждал, что Андраш III заключил новый феодальный контракт с баронами летом 1300 года: Матуш Чак и Иван Кёсеги стали «вечными» палатинами, и Андраш III принял их сюзеренитет над своими провинциями, в то время как два самых могущественных сторонника короля, Амадей Аба и Иштван Акош, также получили эту привилегию. В дополнение к ним, два палатина прошлого года, Роланд Ратот и Aпор Печ также также получили эти должности в качестве противовеса, согласно теории Жолдоса. Поэтому историк считает, что Иштван Акош уже носил достоинство палатина в последний год правления Андраша III.

### Верный олигарх
Король Венгрии Андраш III скончался 14 января 1301 года. С его смертью прервался дом Арпадов. Иштван Акош называл Андраша «последней Золотой ветвью» древа Божьего династии Иштвана Святого, спустя много лет после смерти короля. Согласно его повествованию, жители королевства, независимо от социального статуса, оплакивали своего господина, так как «Рахиль оплакивала своих детей». Гражданская война между различными претендентами на престол — Карлом Анжуйским, Вацлавом Богемским и Оттоном Баварским — последовала за смертью Андраша и длилась семь лет. Венгрия распалась примерно на дюжину независимых провинций, каждая из которых управлялась могущественным лордом или олигархом. Среди них Матуш Чак доминировал в северо-западных частях Венгрии (которые сейчас образуют западные территории современной Словакии), Амадеус Аба контролировал северо-восточные земли, Кёсеги правили Трансданубии, Якаб Борша контролировал Тисантул, и Ладислав Кан — Трансильванию. Иштван Акош был тем самым де-факто правителем комитата Боршод и Гемер, его небольшие владения вклинились между обширными империями Матуша Чака и Амадея Абы.
Историк Аттила Жолдос проводит различие между «олигархами» (например, Матуш Чак и Кесеги) и «провинциальными лордами» (например Угрин Чак) относительно роли королевской власти в управлении провинциями. Наряду с Амадеем Абой или Ладиславом Каном, Иштван Акош осуществлял суверенные права в своих владениях, но оставался верен королям и никогда не восставал против Андраша III или Карла I. Поэтому Жолдос называет его «верным олигархом».
Будучи кандидатом папы римского Бонифация VIII на венгерский престол, Карл Анжуйский всегда был непопулярен, потому что венгерские бароны боялись, что они «потеряют свою свободу, приняв короля, назначенного церковью», согласно Венгерской иллюстрированной хронике. Иштван Акош был среди тех магнатов, которые изначально поддерживали притязания чешского принца Вацлава. Венгерские лорды и прелаты решили предложить корону молодому принцу и отправили делегацию к его отцу, Вацлаву II, в Чехию. Посланник также представлял интересы семьи Акош в составе делегации. Вацлав был коронован 27 августа 1301 года. Иштван Акош был впервые упомянут как палатин Венгрии в королевской хартии Вацлава 23 октября. В последующие годы семь баронов занимали эту должность одновременно. Большинство венгерских историков, в том числе Дьюла Кристо и Унё Сюч, считали, что эти бароны, например, Матуш Чак, Амадей Аба, Иван Кесеги и Иштван Акош, произвольно называли себя палатинами, узурпируя положение, которое ознаменовало обесценивание королевской власти. Иштван Акош считался «вечным» палатином, наряду с другими могущественными венгерскими магнатами. После третьей коронации Карла Анжуйского, которая была проведена в полном соответствии с обычным правом 27 августа 1310 года, король признал палатинским только Якава Боршу, который был назначен на эту должность в 1306 году самим же Карлом. Несмотря на это, все еще живущие магнаты, включая Иштвана Акоша, до самой смерти называли себя палатинами.
Когда в феврале 1303 года в Диошдьере состоялась свадьба его сына-тезки, Иштван Акош все еще был верным сторонником Вацлава Пржемысловича. Когда соборный капитул Эгера подал жалобу в королевский суд на то, что Иштван незаконно захватил их земли, Вацлав упрекнул своего придворного в своей королевской хартии, изданной 5 мая 1303 года, и призвал Иштвана прекратить незаконные захваты церковных земель. Иштван Акош признал Карла I Анжуйского законным монархом в своем документе, опубликованном 5 апреля 1304 года. Вацлав Чешский покинул Венгрию летом 1304 года, взяв с собой корону Иштвана Святого. Вполне вероятно, что Иштван участвовал в войне против Чехии осенью 1304 года, когда Карл I и Рудольф III Австрийский совместно вторглись в Чехию. Иштван Акош и его старший сын Миклош присутствовали на сейме в Ракоше 10 октября 1307 года, что подтвердило притязания Карла на престол. После этого он ушел из политики, постепенно утратив влияние при королевском дворе. Он участвовал в сейме 1313 года. Там королевский судья Янош Чак назвал его «бывшим» палатином. Иштван Акош умер в 1315 году. Вскоре после этого его сыновья восстали против Карла, и их провинция была ликвидирована в последующие годы.

## Его провинция

### Приобретение земель
Когда Эрнье Акош скончался в 1274/1275 году, Иштван Акош унаследовал от своего отца Дедес, Диосгер, Эксег, Фелбарку, Хети, Кондо и Малей в комитате Боршод, а также другие земли в комитатах Ноград, Хевеш, Бихар, Сатмар, Сабольч и Земплен, но у него также были некоторые участки в комитате Вараждин. К 1281 году Иштван Акош приобрел Висньо (современный Вишнев, Словакия), Уппони, Тет, Тардона, Арнот и Жольца (современный Фельшёжольца и Альшожольца). Иштван Акош участвовал в различных судебных процессах и конфликтах с местной конкурирующей дворянской семьей Мишкольц. В 1281 году он заключил соглашение с тремя сыновьями покойного Паньита Мишкольца, в ходе которого вернул им рыбный пруд Филто (ныне принадлежит Тисауйварошу). Еще в 1281 году Иштван подписал земельный договор с привилегированными дворянами из Парашни и обменял свою деревню Эрнад-мети в Земпленском комитате на их участки в Парашне. Он стал владельцем Абода в 1284 году. Эти разрозненные данные свидетельствуют о том, что Иштван Акош стремился расширить свои владения в комитате Боршод для установления территориально интегрированного владычества над своими владениями. Во время правления Андраша III, он был упомянут как соседний землевладелец около Фельшотелекеша и Буккараньоша в 1291 году. В 1301 году, вскоре после коронации, Вацлав пожаловал ему деревню Омань. Король также предоставил ему неопределенные «ценные товары». К 1303 году Иштван Акош также приобрел Варбо.
Иштван Акош расширил свои владения с помощью превосходства, популярного метода той эпохи. У него были различные конфликты с епископством Эгера начиная с 1290-х гг. Он нанес серьезный материальный ущерб Брикцию Батору, когда его войска разграбили и разграбили его земельные владения в комитате Сабольч. Он вторгся и захватил земельные участки Гуткеледов в Тарьяне и Палконье в 1301 году. Как проанализировал историк Петер Кис, в течение десятилетий появились два основных центра домена Иштвана Акоша. Первый из них был заложен на севере гор Бюкк, в долине рек Бани, Тардона и Варбо, а второй блок находился в верхнем течении реки Синва. Спорадические землевладения в комитатах Ноград и Хевеш тоже принадлежали им. Пять деревень в нижнем течении Сайо соединяли эти два центра друг с другом.
Чтобы стать бесспорным магнатом в комитате Боршод, Иштван Акош побеждал своих противников в регионе на протяжении десятилетий. С невыгодным обменом земель он вытеснил дворянские семьи из Парашни с территории комитата. Он сделал то же самое с семьей Dédesi, родом Bél в юго-западной части комитата. Иштван Акош унаследовал от своего отца длительную и сложную борьбу с кланом Мишкольц, которая продолжалась с начала 1260-х годов между Эрнье Акошем и Паньитом Мишкольц. Соглашение 1281 года подписало компромиссное решение, когда граница между двумя сферами интересов была проведена вдоль реки Сайо. В конце XIII века ветвь Паньита угасла; к тому времени владения Иштвана Акоша окружали их земли вокруг Мишкольца.

### Администрирование
Родственники Акоша построили свой центр в Диошдьере (современный город Мишкольц), где Иштван воздвиг замок на рубеже 13-14 веков. Когда королевские войска осадили и захватили замок в 1319 году, он назывался «Уйвар» («новый замок»), что говорит о том, что сама крепость была завершена всего за несколько лет до падения Акоша. Археологические раскопки были проведены в этом районе в 1973 году, когда было обнаружено разрушенное огнем четырехкомнатное здание. Вполне возможно, что они нашли бывший особняк Иштвана, который функционировал как резиденция семьи по крайней мере до 1311 года, когда там была выдана последняя хартия. Иштван также основал монастырь паулинов в 1304 году в бывшей деревне Майлад, в полутора километрах от замка, и рядом с его особняком. Он покровительствовал монастырю до самой своей смерти. В монастыре также был скрипторий. Один из кодексов созданный здесь, он был скопирован монахом по имени Ладислав для церкви на холме Авас, ныне хранящейся в архивах Эгера.
Олигархические Домены базировались на социальном институте фамильяров, так как личные отношения объединяли всю доменную сеть. Самым ранним известным слугой Иштвана был Герборд Юни, который происходил из комитата Ваш и поступил на службу в клан, когда Эрнье Акош служил в качестве ишпана графства с 1267 года. Он сопровождал своего господина Иштвана в различных военных кампаниях в начале 1280-х годов . Иштван пожаловал деревню Кондо Герборду в 1284 году. Другой слуга, Альберт Шухаи, получил землю Фелбарка от Иштвана в 1287 году, так как он ранее освободил своего господина из плена, заплатив выкуп. Шухаи владели деревнями Шуха и Зубоги в комитате Гемер. Иштван пожаловал свою долю в Палконье своему фамильяру Ладислав Бели в 1295 году. Его искусным дипломатом был некто Иштван, сын Лодомера. Он сражался в королевской армии Андраша, затем был захвачен войсками Матуша Чака, где был освобожден после выкупа в 100 марок. Иштван выступил в качестве посланника Акошаа в Богемии в 1301 году. Он также сопровождал невесту Иштвана II Акоша в начале 1303 года. Еще один фамильяр, Михай Оклело и его сыновья владели семью деревнями в юго-восточной части комитата Боршод.

### Его сыновья и их падение
У Иштвана Акоша было семь сыновей и две дочери от его жены, некой Екатерины из неизвестной знатной семьи. Все его сыновья были взрослыми к началу 14-го века. Старшим сыном был Миклош Акош, который уже участвовал в незаконных действиях в конце 1290-х годов и руководил войсками против домена клана Гуткелед в комитате Боршод в 1300 году. За Миклошем следовали его младшие братья в следующем порядке: Иштван II, Янош («Дьявол»), Якаб, Ладислав, Грегори и Филипп. У Иштвана также было две дочери. Аникс стала женой Беке Борши, брата могущественных баронов Роланда и Якаба Борша, в 1300 году . Другая неизвестная дочь вышла замуж за Десидериуса Ратота, чья личность связывала кланы Акош и Ратот друг с другом.
Свадьба сына-тезки Иштвана с иностранной принцессой в феврале 1303 года была событием национального престижа в Королевстве Венгрия. Многие венгерские историки, например, Анталь Пур, Янош Карачоньи и Пал Энгель — идентифицировали невесту как неназванную баварскую герцогиню из дома Виттельсбахов . Дьюла Кристо писал, что отцом невесты был некий Бауарин, герцог из Баварии. Однако, по свидетельству историка Мора Вертнера, невеста была дочерью либо Бавора II, либо его сына Бавора III из дома панов из Стракониц, влиятельного дворянского рода из Южной Чехии. Бавор II был женат на Агнессе, незаконнорожденной дочери чешского короля Пршемысла Отакара II. Таким образом, Иштван Акош стал родственником династии Пршемысловичей через своего сына в те годы, когда он поддерживал тронные устремления Вацлава. На свадьбе, которая проходила в поместье Диошдьер, присутствовало большое количество гостей и сановников из многих частей королевства, в том числе Амадеус Аба, Роланд Ратот и два зятя Иштвана, Беке Борша и Десидериус Ратот.
К 1315 году пожилой Иштван Акош потерял контроль и влияние над своими сыновьями, которые к тому времени управляли крупными владениями своего отца. Согласно ряду документов после 1313 года, его отношения, по крайней мере, с некоторыми из его сыновей стали напряженными и яростными. Некоторые королевские документы, однако, также называют Иштвана «нелояльным» вместе с его сыновьями, но это может быть поверхностная информация из-за короткого промежутка между его смертью и началом восстания его сыновей. Иштван Акош скончался в 1315 году. Его сыновья уже восстали в том году. Большинство источников называют их просто «сыновьями Акоша», что делает невозможным разграничение их и их судьбы. Судя по фрагментированным данным, похоже, что главной фигурой их восстания был Янош Дьявол. Присоединившись к армии Матуша Чака, они разграбили и разорили Шарошпатак. Они также поддержали восстание сыновей покойного воеводы Трансильвании Ладислава Кана . Около 1319 и 1320 годов, доминион сыновей Иштвана Акоша был полностью разрушен и распался в результате успешных военных кампаний короля Карла Роберта Анжуйского, возглавляемых Дожи Дебрецени.